# Марке (Анхальт)
Марке (нем. Marke) — община в Германии, в земле Саксония-Анхальт. Входит в состав района Биттерфельд. Подчиняется управлению Рагун. Население составляет 396 человек (на 31 декабря 2006 года). Занимает площадь 5,23 км².